# Zapadni Apaši
Zapadni Apaši (engleski: Western Apaches, Coyoteros), zapadna grana Apaša nastanjena do pred kasno 19. stoljeće u jugozapadnom Novom Meksiku i jugoistočnoj Arizoni, te u susjednim područjima zapadnog Teksasa. Tijekom 19. stoljeća razne nomadske bande Apaša upadale su u sjeverni Meksiko. 
Zapadni Apaši dijele se na više lokalnih plemena i skupina, to su: San Carlos Apache, Cibecue, Tonto i White Mountain. Postojalo je i više manjih skupina kao Pinal i Pinaleño. Ova posljednja skupina moguće je srodna Chiricahuama. U ranija vremana ovdje su obitavali i Chiricahua Apaši koji su kasnije deportirani u Alabamu i Floridu, a danas žive u Oklahomi i Novom Meksiku. Zapadni Apaši ponekad kolektivno nazivani i Coyoteros danas žive na rezervatima San Carlos Apache, Fort Apache, Tonto Apache i Camp Verde Yavapai-Apache.

## Vanjske poveznice
- Camp Verde Yavapai-Apache Reservation  Arhivirana inačica izvorne stranice od 22. travnja 2006. (Wayback Machine)
- Fort Apache Reservation  Arhivirana inačica izvorne stranice od 22. travnja 2006. (Wayback Machine)
- San Carlos Apache Reservation  Arhivirana inačica izvorne stranice od 14. travnja 2006. (Wayback Machine)
- Tonto Apache Indian Reservation  Arhivirana inačica izvorne stranice od 22. travnja 2006. (Wayback Machine)